# NGC 1531
NGC 1531 (другие обозначения — ESO 359-26, MCG -5-11-1, AM 0410-325, PGC 14635) — линзовидная галактика в созвездии Эридана. Открыта Джоном Гершелем в 1835 году. Описание Дрейера: «довольно яркий, довольно крупный объект круглой формы, более яркий в середине, северо-западный из двух», под вторым объектом подразумевается NGC 1532. Галактика удаляется от Млечного Пути со скоростью 1170 км/с и расположена на расстоянии около 50 миллионов световых лет. Её диаметр составляет 20 тысяч световых лет.
Этот объект входит в число перечисленных в оригинальной редакции «Нового общего каталога», а также в атласе морфологических типов галактик де Вокулёра служит примером галактики класса SB0 pec / I0 pec.
Галактика NGC 1531 взаимодействует с NGC 1532, что привело к её деформации, и, скорее всего, в конечном итоге приведёт к слиянию обеих галактик. Они входят в состав группы галактик NGC 1532. Помимо них галактик в группу также входят NGC 1537, IC 2040, IC 2041, ESO 359-29, ESO 420-6 и ESO 420-9.